# FEB Eredivisie 1971-1972
La FEB Eredivisie 1971-1972 è stata la 27ª edizione del massimo campionato olandese di pallacanestro maschile. La vittoria finale è stata ad appannaggio del Flamingo's Haarlem.

## Risultati

### Stagione regolare
|     | Squadra            | G  | V  | P  | PF   | PS   | Pt. | Qualificazione |
| --- | ------------------ | -- | -- | -- | ---- | ---- | --- | -------------- |
| 1.  | Flamingo's Haarlem | 33 | 30 | 3  | 3384 | 2594 | 60  |                |
| 2.  | Blue Stars         | 33 | 29 | 4  | 3267 | 2578 | 58  |                |
| 3.  | Rotterdam-Zuid     | 32 | 22 | 10 | 2715 | 2316 | 44  |                |
| 4.  | Lions Zandvoort    | 32 | 21 | 11 | 2897 | 2492 | 42  |                |
| 5.  | Punch Delft        | 32 | 19 | 13 | 2651 | 2420 | 38  |                |
| 6.  | DED Amsterdam      | 32 | 9  | 23 | 2555 | 2886 | 18  |                |
|     |                    |    |    |    |      |      |     |                |
| 7.  | Haarlem Cardinals  | 32 | 15 | 17 | 2392 | 2659 | 30  |                |
| 8.  | Leida              | 32 | 12 | 20 | 2327 | 2496 | 24  |                |
| 9.  | Agon Amsterdam     | 32 | 11 | 21 | 2198 | 2497 | 22  |                |
| 10. | Donar Groningen    | 32 | 10 | 22 | 2324 | 2743 | 20  |                |
| 11. | Landlust Amsterdam | 32 | 8  | 24 | 2031 | 2496 | 16  | retrocesse     |
| 12. | Suvrikri Den Haag  | 32 | 7  | 25 | 2068 | 2632 | 14  | retrocesse     |

| FEB Eredivisie 1971-1972     |
| ---------------------------- |
| Flamingo's Haarlem 3º titolo |

## Formazione vincitrice
| N° | Naz.                   | Ruolo | Sportivo      |  | Alt. |  |
| -- | ---------------------- | ----- | ------------- |  | ---- |  |
|    | Paesi Bassi (bandiera) | AG    | Kees Akerboom |  | 207  |  |
|    | Paesi Bassi (bandiera) | All.  | Jan Janbroers |  |      |  |